# John Gambino

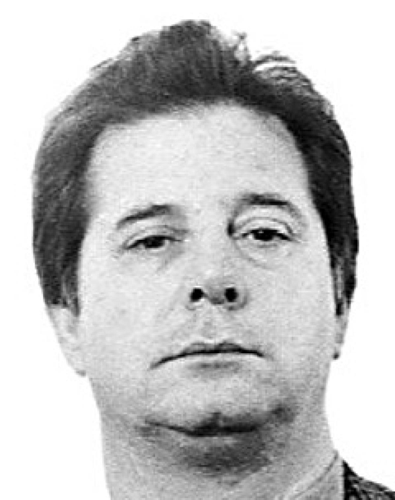
Una foto di John Gambino

John Gambino, nato Giovanni Gambino (Palermo, 22 agosto 1940 – New York, 16 novembre 2017), è stato un mafioso italiano, legato alla mafia siciliana e a Cosa nostra americana.

## Biografia
Giovanni Gambino e i suoi fratelli Rosario e Giuseppe vennero affiliati nella cosca mafiosa di Passo di Rigano. Nel 1962 i fratelli Gambino si trasferirono negli Stati Uniti insieme ai loro genitori e si stabilirono a Cherry Hill, nel New Jersey, dove nel 1975 vennero affiliati nella Famiglia Gambino, gestita dal loro zio Carlo Gambino.
Giovanni (che americanizzò il suo nome in John) venne promosso capodecina mentre Rosario e Giuseppe (Joseph) gli fecero da luogotenenti, diventando i leader della fazione siciliana della Famiglia Gambino con base a Brooklyn, dove aprirono un bar, il Cafè Giardino, che era gestito da Joseph e servì come copertura a numerosi traffici illeciti; inoltre i fratelli Gambino, che erano chiamati "zips" dai mafiosi italoamericani di basso rango perché parlavano così velocemente in siciliano, gestivano lo spaccio di eroina nel quartiere newyorkese di Bensonhurst in collegamento con il loro cugino Salvatore Inzerillo, boss della cosca di Passo di Rigano che forniva l'eroina raffinata nei dintorni di Palermo.
Nel 1979 Gambino venne coinvolto nella simulazione del sequestro del finanziere Michele Sindona, che gestiva il riciclaggio del suo denaro sporco, e nel 1982 venne inviato dal suo capo Paul Castellano a Palermo per avere delle direttive dalla "Commissione" poiché numerosi parenti di Inzerillo erano fuggiti negli Stati Uniti in seguito alla «seconda guerra di mafia». Però Gambino rimase in affari con i mafiosi appartenenti alle famiglie perdenti della seconda guerra di mafia che, con il benestare dei Corleonesi, gestivano il traffico di eroina in loro collaborazione; infatti John Gambino fu uno dei mafiosi più rilevanti nello svolgimento della Pizza Connection. Nel 1988 John Gambino e i suoi fratelli vennero arrestati a New York nell'ambito dell'operazione antidroga "Iron Tower", coordinata dai procuratori Rudolph Giuliani e Giovanni Falcone. Nel 1993 John Gambino e il fratello Joseph vennero processati a New York per associazione a delinquere in seguito alle accuse del pentito Francesco Marino Mannoia, che ricostruì il periodo del finto sequestro Sindona.
Nel 2002 tornò in Italia per partecipare al battesimo di sua nipote Ilaria, tornato a Palermo fu condannato a tre anni e trasportato nel carcere dell’Ucciardone, rilasciato poi nel 2005 tornò negli Stati Uniti d’America.
È deceduto il 16 novembre del 2017 all'età di 77 anni presso la propria abitazione di Staten Island, un giorno prima di un altro boss di rilievo della mafia come Totò Riina.